# Nachal Chur
Nachal Chur (hebrejsky נחל חור) je vádí v jižním Izraeli, v severní části Negevské pouště.
Začíná v nadmořské výšce okolo 450 metrů v kopcovité polopouštní krajině na severním okraji beduínského města Chura. Vede pak k jihu skrz jeho zastavěné území. Jižně od města podchází těleso dálnice číslo 31 a zleva ústí do vádí Nachal Jatir.